# NGC 891
NGC 891 (znana tudi kot Caldwell 23 ali Silver Sliver Galaxy) je spiralna galaksija brez prečke, ki je postavljena na rob in je od nas oddaljena 30 milijonov svetlobnih let v ozvezdju Andromeda. 6. oktobra 1784 jo je odkril William Herschel. Galaksija je članica skupine NGC 1023 galaksij v Krajevni nadjati. Ima jedro iz H II.
Objekt je viden že v majhnih do srednjih teleskopih kot temna podaljšana črta svetlobe z vidnim prašnim jedrom v večjih teleskopih.
Leta 1999 je Vesoljski teleskop Hubble poslikal NGC 891 v infrardeči svetlobi.
Leta 2005 je zaradi svoje atraktivnosti in znanstvenega zanimanja bila NGC 891 izbrana kot objekt za prvo svetlobo velikega binokularnega teleskopa.
Leta 2012 je bil ponovno uporabljen za prvo sliko Teleskopa Discovery Channel z velikim monolitskim senzorjem.
21. avgusta 1986 je bila v galaksiji odkrita supernova SN 1986J z magnitudo 14.

## Lastnosti
NGC 891 izgleda tako, kot bi izgledala tudi Rimska cesta, če bi jo prevrnili na rob (nekateri astronomi so celo opazili posebne podobnosti med NGC 891 iz našo galaksijo, kot se jo vidi iz južne poloble). Obe galaksiji sta zelo podobni tudi v izsevu in velikosti. Raziskave dinamike molekulskega vodika so pokazale možnost obstoja središčne prečke.
Tudi visoko-resolucijske slike prašnega diska kažejo nenavadne filamentne vzorce. Te vzorci se razširjajo vse do haloja galaksije, stran od njenega galaktičnega diska. Znanstveniki domnevajo, da so eksplozije supernov potisnile medzvezdni prah ven iz galaktičnega diska naravnost v halo.

Možno je tudi, da ta fenomen povzroči pritisk svetlobe od sosednjih zvezd.
- Bližnja infrardeča slika Hubblovega teleskopa (HST) od NGC 891. Avtorji: HST/NASA/ESA

Galaksija je članica majhne skupine galaksij, včasih imenovane skupina NGC 1023. Ostale galaksije v tej skupini, ki so tudi v katalogu NGC, so 925, 949, 959, 1003, 1023 in 1058 ter tiste, ki so v katalogu UGC, so 1807, 1865 (DDO 19), 2014 (DDO 22), 2023 (DDO 25), 2034 (DDO 24) in 2259. Njeni robovi so prepredeni z več nizko-svetlostnimi, koherentnimi in dolgimi pod-strukturami, kot so velikanski izbruhi, ki se vijejo okoli starševske galaksije do razdalje približno 50 kpc. Izboklina in disk so obkroženi s ploščato zvezdno strukturo. Zaporedoma imajo navpične in radialne razdalje enake 15 kpc in 40 kpc in se razlagajo kot ostanki satelitske galaksije, ki jo je posrkala NGC 891.

## V popularni kulturi
Glasba iz filma Dark Star avtorja Johna Carpenterja iz leta 1974 se ponaša z instrumentalnim delom v stilu muzak, ki se imenuje "When Twilight Falls on NGC 891" ("Ko pade mrak na NGC 891").
Prvi solo album Edgarja Froeseja, Aqua, tudi izdan leta 1974, vsebuje skladbo, imenovano "NGC 891". Stran 2 albuma, ki vsebuje to skladbo, je bila nenavadna, saj je imela redek primer komercialno težavne skladbe, ki je uporabljala sistem artificial head.